# Ernst Jan Beeuwkes

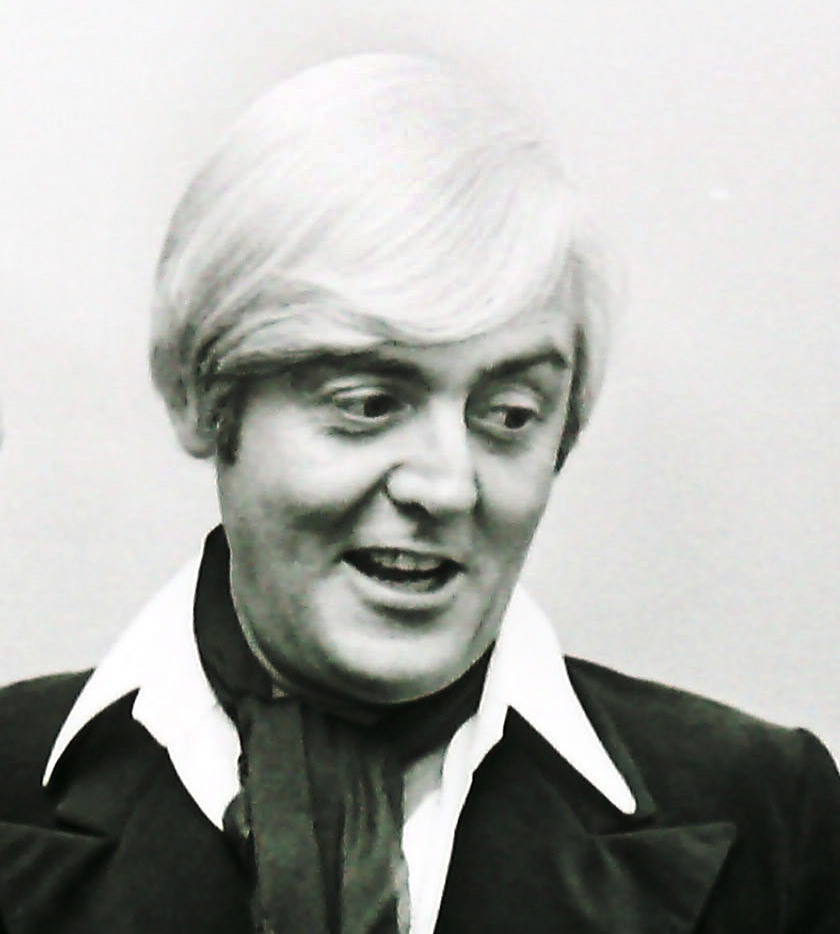
Foto: Cees Zorn

Ernst Jan Beeuwkes (Rotterdam, 16 augustus 1931 - Den Haag, 12 maart 1998) was een Nederlandse couturier.
In 1926 werd een modewinkel Marie-Louise op het Noordeinde 26 in Den Haag door Louise Preller geopend. Beeuwkes maakte vijf jaar hoeden voor haar. In 1956 nam hij de zaak over en nog hetzelfde jaar toonde hij zijn eerste hoedencollectie. Vanaf 1959 verkocht hij zijn eigen creaties, maar ook collecties uit onder meer Parijs en Milaan, die hij voor zijn clientèle vermaakte. In 1975 stopte hij met couture en verkocht sindsdien dure confectie die hij naar maat van zijn klanten vermaakte. Tal van zijn creaties zijn opgenomen in de kostuumcollectie van het Gemeentemuseum Den Haag.
Na zijn overlijden werd de winkel voortgezet door meer bij andere modehuizen in te kopen. Het huurcontract van het winkelpand aan het Noordeinde werd in 2007 beëindigd door de nieuwe eigenaar en vervolgens werd de winkel gesloten.   
De levenspartner van Beeuwkes was Edward Jansing.

## Trivia
- Adrian Stahlecker schilderde zijn portret.